# Holt (efternamn)
Holt är ett efternamn, som burits av bland andra:
- Anne Holt (född 1958), norsk journalist, författare och politiker
- Claire Holt (född 1988), australisk skådespelare
- Edwin Holt (1873–1946), amerikansk filosof och psykolog
- Elizabeth Hunter Holt (1726–1788), amerikansk tryckare och tidningsutgivare
- Elmer Holt (1884–1945), amerikansk politiker, demokrat, guvernör för Montana
- Eric Holt-Giménez, amerikansk ekolog och författare
- Gary Holt (född 1964), amerikansk gitarrist
- Grant Holt (född 1981), engelsk fotbollsspelare
- Hans Holt (1909–2001), österrikisk skådespelare
- Harold Holt (1908–1967), australisk politiker, liberal, premiärminister
- Henry E. Holt (född 1929), amerikansk astronom
- Jack Holt (1888–1951), amerikansk skådespelare
- John Holt (1947–2014), jamaicansk sångare, kompositör och sångtextförfattare
- Joseph Holt (1807–1894), amerikansk politiker, demokrat, minister
- Kåre Holt (1916–1997), norsk författare
- Maxwell Holt (född 1987), amerikansk volleybollspelare
- Michael Holt (född 1978), engelsk snookerspelare
- Nancy Holt (1938–2014), amerikansk konstnär
- Olivia Holt  (född 1997), amerikansk skådespelare och popsångerska
- Rush Holt (född 1948), amerikansk politiker, demokrat, kongressrepresentant för New Jersey
- Rush D. Holt (1905–1955), amerikansk politiker, demokrat, senare republikan, senator för West Virginia
- Simeon ten Holt (1923–2012), nederländsk tonsättare och pianist
- Stephen Holt (född 1974), australisk landhockeyspelare
- Thomas Michael Holt (1831–1896), amerikansk politiker och industriman, whigpartist,guvernör i North Carolina
- Tim Holt (1919–1973)m amerikansk skådespelare

## Fiktiva personer
- Anna Holt